# 굿락
굿락(Good Lock)은 삼성 갤럭시 기기의 사용자 인터페이스 및 경험을 조정하고 맞춤 설정하는 소프트웨어 제품군이다. 삼성과 협력하여 Good Lock Labs에서 개발했으며, 삼성 갤럭시 스토어에서 다운로드할 수 있다.
굿락은 2016년 4월에 처음 출시되었다. 고객의 요구에 따라 2018년에 안드로이드 오레오를 실행하는 갤럭시 S7, S8, S9 및 노트 8 라인용으로 부활했다. 굿락은 그 이후로 계속 개발되어 왔다. 최신 버전인 굿락 6.0은 2023년 4분기에 One UI 6.0과 함께 출시되었다.
굿락은 처음에는 대한민국에서 출시되었지만, 점차적으로 40개국 이상으로 확장되어 현재도 추가되고 있다.

## 모듈
굿락은 사용자가 추가할 수 있는 모듈을 사용하며, 각 모듈은 다른 종류의 맞춤 설정을 제공한다. 사용 가능한 다양한 모듈 중 일부는 다음과 같다.
- ClockFace: 상시표시형 디스플레이 또는 잠금 화면의 시계를 맞춤 설정
- KeysCafe: 삼성 키보드를 맞춤 설정
- LockStar: 잠금 화면을 맞춤 설정
- One Hand Operation+: 맞춤 설정 가능한 제스처 제어 시스템 추가
- Theme Park: 사용자가 자신만의 테마를 만들 수 있도록 함
- Home Up: 홈 화면, 앱 화면 및 공유 메뉴를 맞춤 설정
- NavStar: 내비게이션 바를 맞춤 설정
- QuickStar: 빠른 패널 및 상단 정보 바를 맞춤 설정
- RegiStar: 설정 메뉴 항목의 순서를 맞춤 설정
- Pentastic: S펜 에어 커맨드 메뉴, 커서 및 사운드를 맞춤 설정

## 평가
웹사이트 9to5Google은 굿락의 첫 버전에 대해 "미쳤고, 복잡하며, 심지어 특정 부분에서는 훌륭하다"고 평가했다. 샘모바일은 이를 "균형 잡힌 노력"이라고 불렀다. XDA Developers는 2018년 굿락에 대해 "삼성 굿락은 휴대폰 UI의 모양과 느낌을 크게 변화시킨다. 이는 다른 제조업체에서는 허용하지 않는 부분이다"라고 썼다. 2021년 톰스 가이드는 굿락이 "삼성 갤럭시 폰에 설치해야 할 첫 번째 앱"이라고 썼다.